# مياب (ميانكوه)
مياب (بالفارسية: میاب) هي قرية تقع في إيران في خراسان رضوي. يقدر عدد سكانها بـ 668 نسمة .